# Зяблов, Владимир Григорьевич
Владимир Григорьевич Зяблов (5 февраля 1928, Докучаевск — 2004, Докучаевск, Донецкая область) — передовик производства, машинист экскаватора Докучаевского флюсо-доломитного комбината Донецкой области. Герой Социалистического Труда (1971). Депутат Верховного Совета УССР 9-10-го созывов.

## Биография
Родился 5 февраля 1928 года в городе Докучаевск. Получил среднее специальное образование.
С 1944 года — плотник строительного управления в Москве, помощник машиниста экскаватора Оленовского рудоуправление Волновахского района Сталинской области.
С 1945 года — машинист, старший машинист экскаватора Докучаевского флюсо-доломитного комбината Волновахского района Донецкой области.
В 1959 году вступил в КПСС.
В 1971 году удостоен звания Героя Социалистического Труда. Избирался депутатом Верховного Совета УССР 8 — 10 созывов.
После выхода на пенсию проживал в городе Докучаевск, где скончался в 2004 году.

## Награды
- Герой Социалистического Труда (1971).
- Орден Ленина
- Орден Трудового Красного Знамени